# Dracula dodsonii
Dracula dodsonii  é uma espécie de orquídea epífita, frequentemente terrestre, de crescimento cespitoso cujo gênero é proximamente relacionado às Masdevallia, parte da tribo Pleurothallidinae. Esta espécie é originária do centro-norte do Equador e da Colômbia, onde habita florestas úmidas e nebulosas das montanhas.
Pode ser diferenciada das espécies mais próximas por inflorescências eretas com delicadas flores amareladas, levemente listradas de púrpura nas sépalas laterais, e labelo branco, que abrem em sucessão.